# Olga Wisinger-Florian
Olga Wisinger-Florian (Vienna, 1º novembre 1844 – Grafenegg, 27 febbraio 1926) è stata una pittrice austriaca, rappresentante dell’impressionismo.

## Biografia
Dopo aver lavorato come pianista, la Wisinger-Florian iniziò a praticare la pittura, allieva di Melchior Fritsch, August Schaeffer e Emil Jakob Schindler. Dal 1881 espose regolarmente i propri dipinti in esposizioni private e nelle mostre organizzate dalla Secessione viennese.
Si fece notare nelle Esposizioni internazionali di Chicago del 1893 e di Parigi del 1900, e ottenne altri numerosi premi e segnalazioni. S'impegnò anche nel movimento femminista del suo paese. I suoi primi dipinti fanno parte del particolare Impressionismo austriaco, caratterizzato dalla ricerca del «sublime» nella rappresentazione della natura, secondo l'insegnamento di Schindler.
Si allontanò dal suo maestro nel 1884 e scelse una rappresentazione più naturalistica del paesaggio con concessioni all'Espressionismo e utilizzando colori lividi.

## Premi

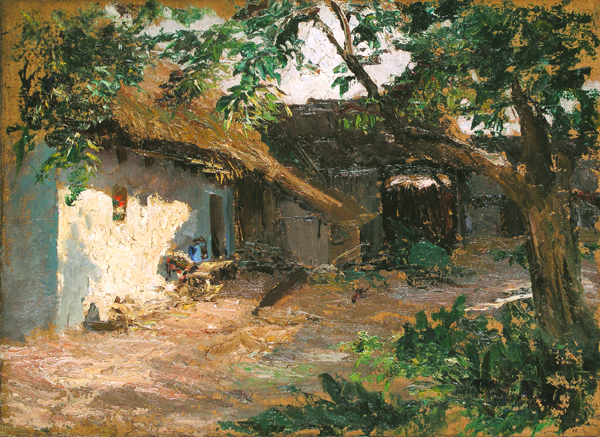
Wisinger-Florian: Fattoria a Etsorf

- 1888: Menzione onorevole del Salon, Parigi
- 1891: Diploma d'onore, Londra
- 1891: Medaglia d'oro «Ludwig II», Monaco di Baviera
- 1893: Medaglia d'oro di Stato, Vienna
- 1893: Medaglia dell'Esposizione universale, Chicago
- 1900: Medaglia del Salon, Parigi
- 1900: Medaglia dell'Esposizione universale, Parigi
- 1905: Medaglia d'oro di Stato, Salisburgo
- 1906: Medaglia per l'Arte e la Scienza, Sofia